# Pothiol
Pothiol de son nom de naissance Jaffar Deen Bah, né le 24 août 1986 à Monrovia au Libéria. Est un humoriste, comédien et acteur guinéen,.

## Biographie et études
Pothiol a grandi et a été à l'école au Liberia où il obtient une attestation en informatique.

## Carrière d'acteur
En 2006, il revient en Guinée, passionné par la comédie et il se consacre à l'humour.
Grâce à Koto Diao, Pothiol commence en 2009. Il réalise plusieurs tournées artistiques dans les différentes régions de la Guinée et en Afrique, notamment au Sénégal, au Mali, en Mauritanie, en Côte d'Ivoire et en Gambie.

## Prestations
Il participe à des événements nationaux :
- 2017 : Le Stand up au top
- 2019 : 2e édition du Match du rire[4]
- 2019 : Mon problème (spectacle théâtre) de Mamadou Thug au CCFG[5]
- 2016-2019 : Festival des arts et du rire a Labé organisé par Mamadou Thug[6],[7]

### Filmographie
Il joue dans les films suivants :
- 2009 : Bachir et Linda
- 2009 : Bonki Debbo
- 2014 : Sonjah Païkoun
- 2015 : Pothol et Bowal
- 2016 : Lan Hbbimah
- 2016 : Yottandeh
- 2016 : Vieux Djombeur
- 2016 : Soussaï le taxi maître